# Lasioglossum achrostum
Lasioglossum achrostum är en biart som först beskrevs av Michener 1979.  Lasioglossum achrostum ingår i släktet smalbin, och familjen vägbin. Inga underarter finns listade i Catalogue of Life.